# Chiesa di San Michele Arcangelo (Salsomaggiore Terme)
La chiesa di San Michele Arcangelo è un luogo di culto cattolico dalle forme barocche situato a Banzola, frazione di Salsomaggiore Terme, in provincia di Parma e diocesi di Fidenza; è sede di una parrocchia compresa nel vicariato di Salsomaggiore Terme.

## Storia
Il luogo di culto originario fu costruito in epoca altomedievale; fu menzionato per la prima volta nel X secolo, quale cappella dipendente dalla pieve di San Genesio.
L'edificio passò in seguito sotto la giurisdizione della pieve di Cusignano, cui apparteneva sicuramente già nel 1230. Entro il 1537 divenne infine dipendenza della pieve di San Donnino.
Nel 1601 il luogo di culto fu elevato a sede parrocchiale.
Verso la fine del XVII secolo la chiesa fu completamente ricostruita in stile barocco; nel 1680, prima della conclusione dei lavori, il coro fu benedetto dal vicario generale della diocesi di Fidenza, allo scopo di consentire lo svolgimento delle funzioni religiose, e nel 1690 il nuovo tempio fu solennemente benedetto dal rettore Pietro Barghenti su delega del vescovo Nicolò Caranza.
Intorno al 1920 il campanile, profondamente degradato, fu abbattuto; ne fu riedificato uno nuovo in stile eclettico, completato nel 1924.
A partire dal 1930 la chiesa fu radicalmente ristrutturata e il 29 settembre del 1931, al termine del lavori, fu solennemente riconsacrata dal vescovo Mario Vianello.
Nel 1956 la guglia conica della torre campanaria fu ricostruita.
Nel 1972 il luogo di culto fu sottoposto a lavori di restauro.
Tra il 2016 e il 2017 il tempio, ormai degradato, fu nuovamente restaurato sia negli interni, ove furono anche recuperati gli antichi affreschi e rifatti gli impianti, sia negli esterni, ove furono risistemati i prospetti, le coperture e il sagrato.

## Descrizione

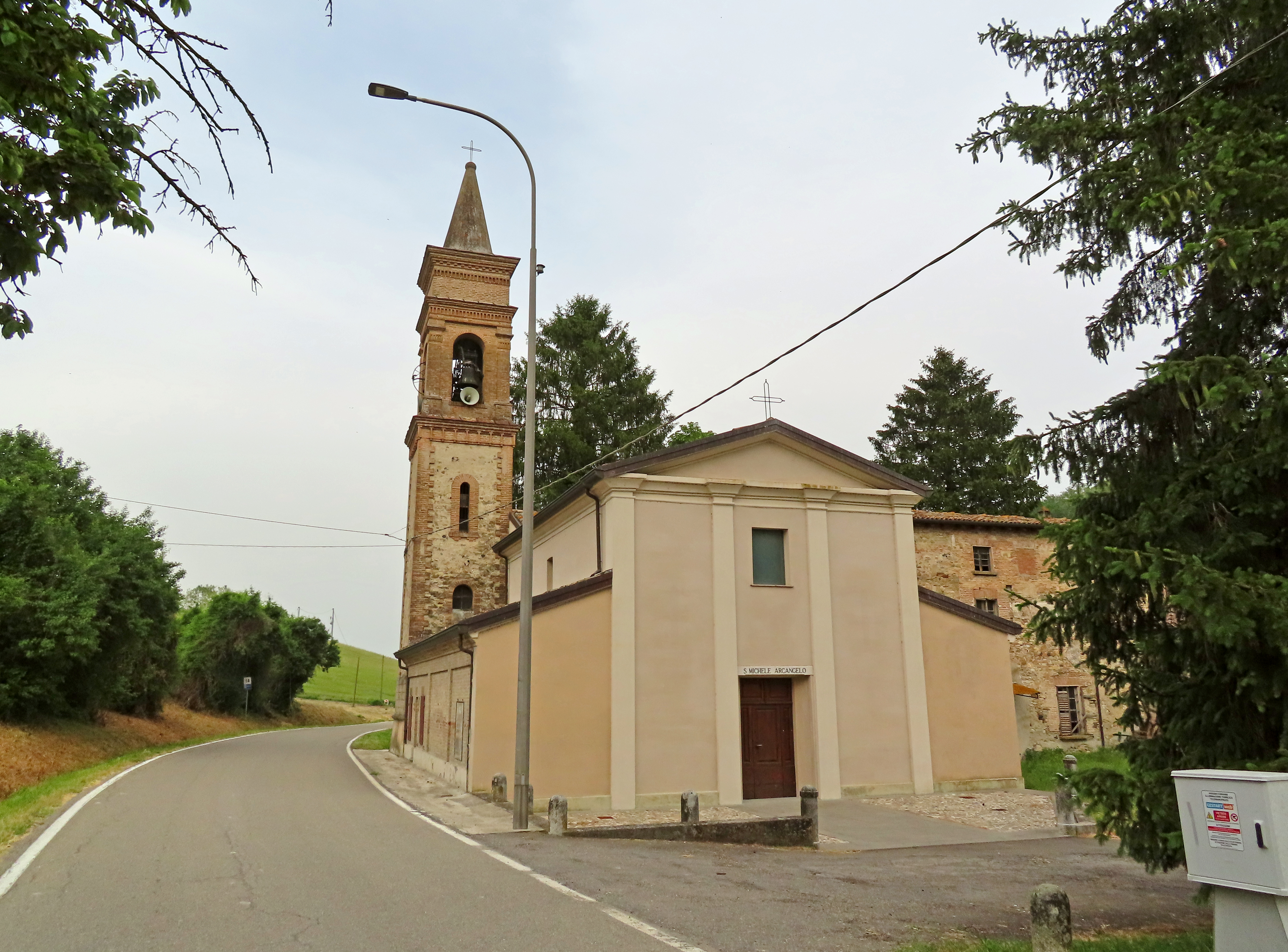
Facciata e lato nord

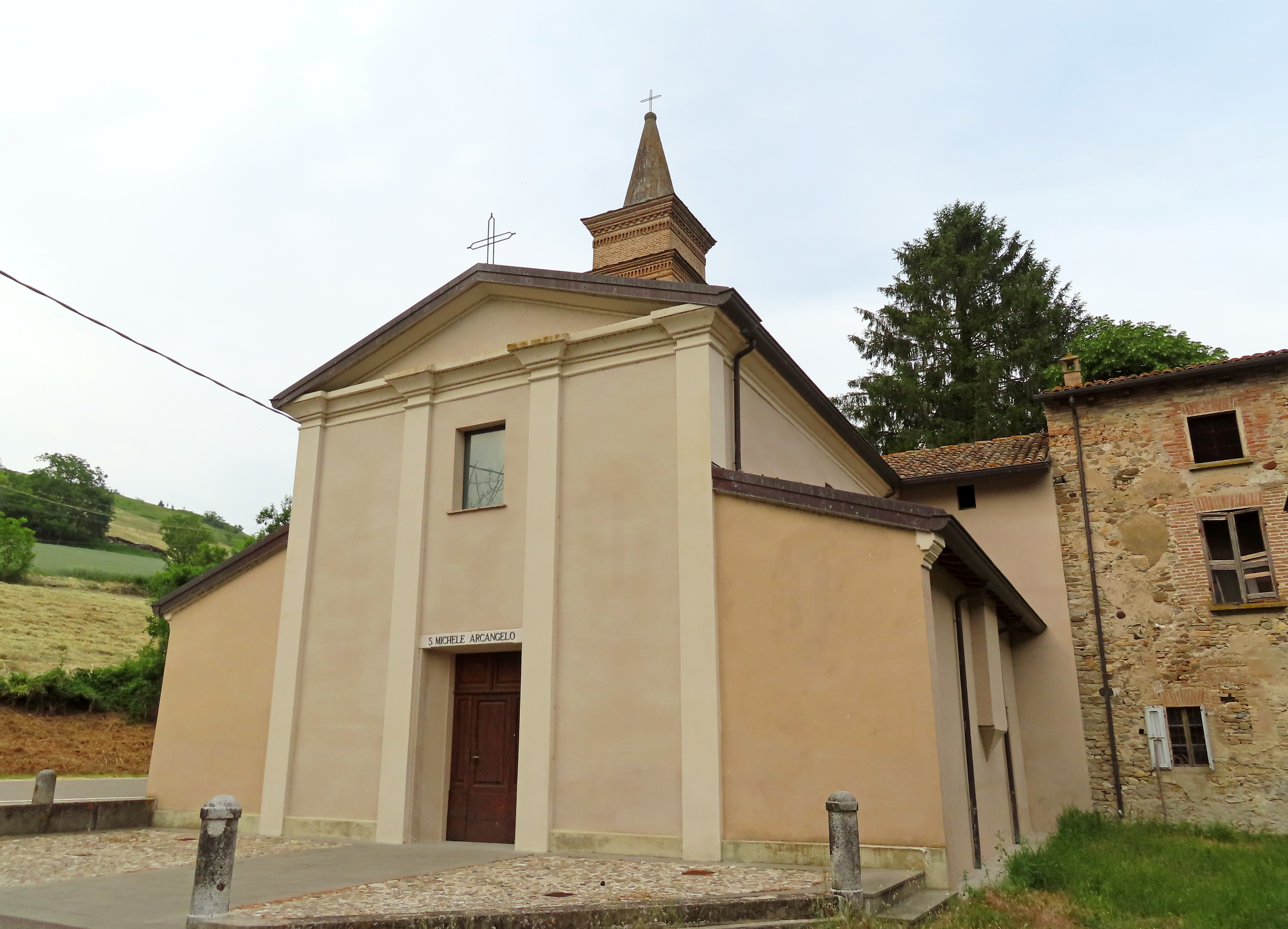
Facciata e lato sud

La chiesa si sviluppa su un impianto a navata unica affiancata da due cappelle su ogni lato, con ingresso a ovest e presbiterio a est.
La simmetrica facciata a salienti, interamente intonacata, è preceduta da un sagrato lastricato; l'alta parte centrale del prospetto è scandita verticalmente in tre parti da quattro lesene d'ordine gigante; nel mezzo è collocato l'ampio portale d'ingresso delimitato da due piedritti e da un architrave in pietra, su cui campeggia l'epigrafe S. MICHELE ARCANGELO; più in alto si staglia in un'ampia nicchia rettangolare un affresco raffigurante San Michele Arcangelo; in sommità si erge il frontone triangolare di coronamento.
Ai fianchi la navata è illuminata sopra le cappelle in aggetto da una finestra centrale per parte. Al termine del lato sinistro si erge il campanile eclettico in pietra, decorato sugli spigoli con finto bugnato in mattoni; la cella campanaria, elevata sopra a un'elaborata fascia marcapiano, si affaccia sulle quattro fronti attraverso monofore ad arco a tutto sesto, affiancate da lesene alle estremità; in sommità si staglia sopra a un alto cornicione la guglia conica di coronamento.
Sul retro il presbiterio, rivestito in laterizio, è illuminato da due sottili e alte monofore ad arco a tutto sesto.
All'interno la navata, coperta da tre volte a vela dipinte, è affiancata da una serie di lesene coronate da capitelli corinzi, che nelle prime due campate delimitano le arcate a tutto sesto delle cappelle laterali.
Il presbiterio, lievemente sopraelevato, è coperto da una volta a vela decorata con affreschi; al centro si trova l'altare maggiore a mensa in marmo rosso di Verona; sul fondo tra due alte monofore si staglia la pala raffigurante San Michele Arcangelo.